# Рюдингер, Николаус
Николаус Рюдингер (нем. Nikolaus Rüdinger; 25 марта 1832, Бинген-на-Рейне — 25 августа 1896, Тутцинг) — немецкий анатоми профессор, известный своими исследованиями в области анатомии человека и сравнительной анатомии.

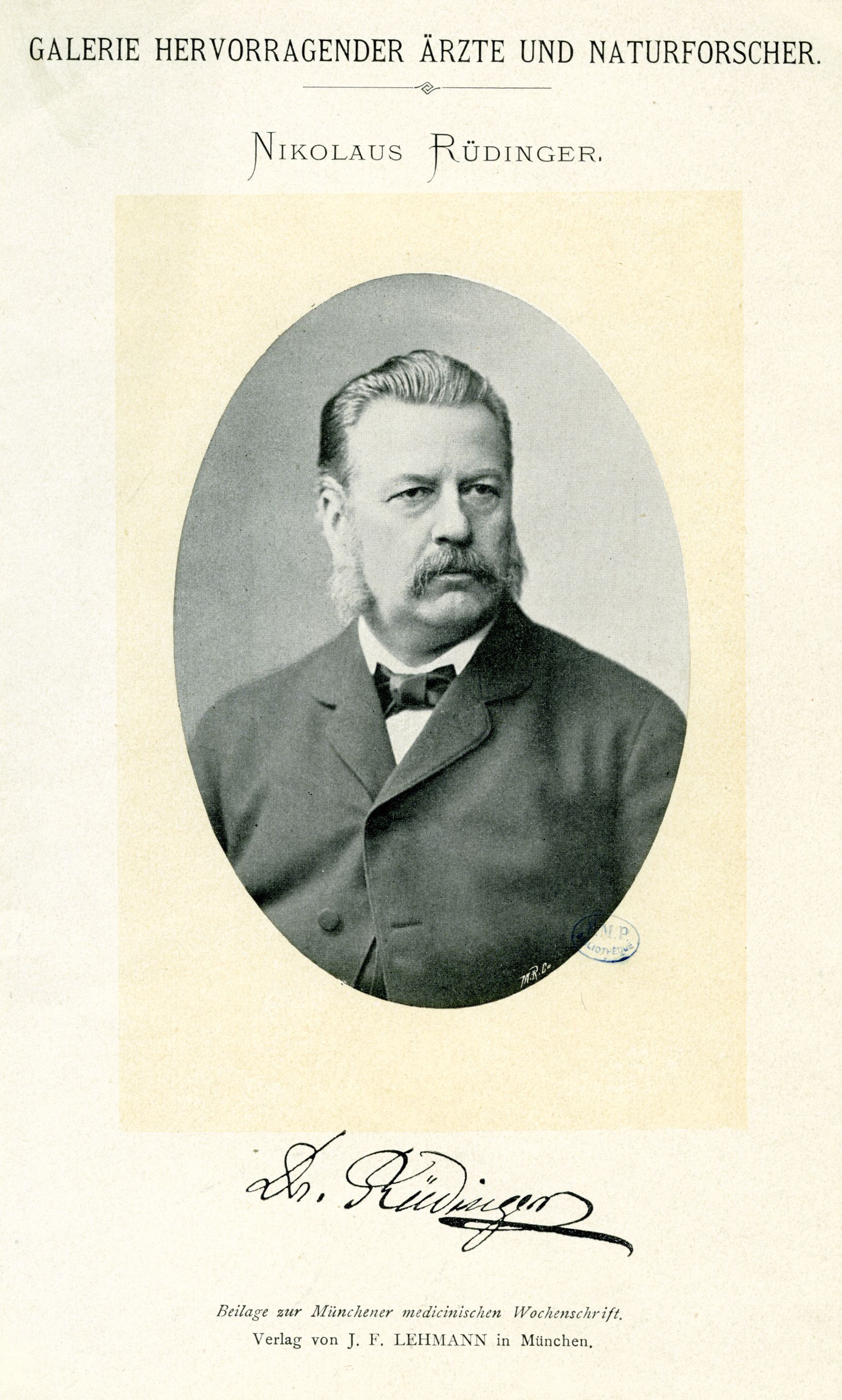

Рюдингер сделал значительный вклад в анатомию, особенно в изучение структуры и функций различных органов и систем человеческого тела. Он проводил множество анатомических исследований, включая вскрытия и сравнительные анализы, что позволило ему сделать важные выводы о морфологии и физиологии. Его работы были опубликованы в ряде научных журналов и стали основой для дальнейших исследований в области анатомии.
Изучал медицину в Гейдельберге и Гиссене, в 1855 г. был прозектором в Мюнхене, а с 1870 года — профессором анатомии и консерватором анатомических коллекций там же. Изобрёл новый способ консервирования трупов, приготовил ряд препаратов по нервной системе и органам слуха и ввёл фотографический метод для изображения анатомических частей.
Рюдингер умер в 1896 году в Тутцинге, оставив после себя богатое наследие, которое продолжает вдохновлять новое поколение анатомов и медицинских исследователей.

## Труды
- «Anatomie des peripherischen Nervensystems des menschlichen Körpers» (Мюнхен, 1870, в 2 томах)
- «Atlas des peripherischen Nervensystems» (Мюнхен, 1872)
- «Atlas des menschlichen Gehörorgans» (Мюнхен, 1867—1870)
- «Topographisch-chirurgische Anatomie des Menschen» (Мюнхен, 1870—1878, переиздание 1879)
- «Beitrag zur Morpholegte des Gaumsegels und des Verdauungsapparats» (Мюнхен, 1879)
- «Beitrag zur Anatomie der Affenspalte und der Interparietalfurche» (Бонн, 1882)
- «Beitrag zur Anatomie des Sprachzentrums» (Штутгарт, 1882)
- «Zur Anatomie der Prostata» (Штутгарт, 1883) и мн. др.